# نوناكولي (هاواي)
نوناكولي (بالإنجليزية: Nanakuli CDP, Hawaii)‏ هي منطقة سكنية تقع بولاية هاواي في الولايات المتحدة. تبلغ مساحتها 17.01 كم2، وترتفع عن سطح البحر 3 م، بلغ عدد سكانها 12,666 نسمة في عام 2010 حسب إحصاء مكتب تعداد الولايات المتحدة وتصل الكثافة السكانية فيها 744.6 نسمة لكل كيلومتر مربع (1,928.5/ميل2).

## التركيبة السكانية
حدّد مكتب تعداد الولايات المتحدة بيانات التركيبة السكانية لنوناكولي في تعداد الولايات المتحدة. في ما يلي، التركيبة السكانية حسب تعدادي 2000 و2010.

### تعداد عام 2000
بلغ عدد سكان نوناكولي 10,814 نسمة بحسب تعداد عام 2000، وبلغ عدد الأسر 2,324 أسرة وعدد العائلات 2,097 عائلة مقيمة في المنطقة السكنية. في حين سجلت الكثافة السكانية 635.7 نسمة لكل كيلومتر مربع (1,646.5/ميل2). وبلغ عدد الوحدات السكنية 2,504 وحدة بمتوسط كثافة قدره 147.2 لكل كيلومتر مربع (381.2/ميل2).
وتوزع التركيب العرقي للمنطقة السكنية بنسبة 5.70% من البيض و0.79% من الأمريكيين الأفارقة و0.29% من الأمريكيين الأصليين و11.61% من الأمريكيين ذوي الأصول الآسيوية و40.21% من سكان جزر المحيط الهادئ و0.83% من الأعراق الأخرى و40.59% من عرقين مختلطين أو أكثر و11.12% من الهسبانيون أو اللاتينيون من أي عرق.
بلغ عدد الأسر 2,324 أسرة كانت نسبة 64.8% منها لديها أطفال تحت سن الثامنة عشر تعيش معهم، وبلغت نسبة الأزواج القاطنين مع بعضهم البعض 58.8% من أصل المجموع الكلي للأسر، ونسبة 22.3% من الأسر كان لديها معيلات من الإناث دون وجود شريك، بينما كانت نسبة 9.1% من الأسر لديها معيلون من الذكور دون وجود شريكة وكانت نسبة 9.8% من غير العائلات. تألفت نسبة 6.7% من أصل جميع الأسر من عدة أفراد يعيشون في نفس المنزل ونسبة 2% كانت تتألف من شخص يعيش بمفرده يبلغ من العمر 65 عاماً أو أكثر. وبلغ متوسط حجم الأسرة المعيشية 4.65، أما متوسط حجم العائلات فبلغ 4.74.
بلغ العمر الوسطي للسكان 27.2 عاماً. وكانت نسبة 35.8% من القاطنين تحت سن الثامنة عشر، وكانت نسبة 11.4% بين الثامنة عشر والرابعة والعشرين عاماً، ونسبة 27.4% كانت واقعةً في الفئة العمرية ما بين الخامسة والعشرين والرابعة والأربعين عاماً، ونسبة 18.5% كانت ما بين الخامسة والأربعين والرابعة والستين، ونسبة 6.8% كانت ضمن فئة الخامسة والستين عاماً فما فوق. يوجد لكل 100 أنثى 99.0 ذكر، ويوجد لكل 100 أنثى في الثامنة عشر من عمرها فما فوق 92.7 ذكر.
بلغ متوسط دخل الأسرة في المنطقة السكنية 45,352 دولارًا، أما متوسط دخل العائلة فبلغ 45,677 دولارًا. وكان متوسط دخل الذكور 30,722 دولارًا مقابل 24,731 دولارًا للإناث. وسجل دخل الفرد الخاص بالمنطقة السكنية 11,690 دولارًا. وكانت نسبة 19.2% من العائلات ونسبة 21.3% من السكان تحت خط الفقر، وكان من هؤلاء نسبة 27% تحت سن الثامنة عشر ونسبة 9.6% في الخامسة والستين من العمر وما فوق.

### تعداد عام 2010
بلغ عدد سكان نوناكولي 12,666 نسمة بحسب تعداد عام 2010، وبلغ عدد الأسر 2,666 أسرة وعدد العائلات 2,281 عائلة مقيمة في المنطقة السكنية. في حين سجلت الكثافة السكانية 744.6 نسمة لكل كيلومتر مربع (1,928.5/ميل2). وبلغ عدد الوحدات السكنية 2,840 وحدة بمتوسط كثافة قدره 167 لكل كيلومتر مربع (432.5/ميل2).
وتوزع التركيب العرقي للمنطقة السكنية بنسبة 4.84% من البيض و0.77% من الأمريكيين الأفارقة و0.23% من الأمريكيين الأصليين و9.15% من الأمريكيين ذوي الأصول الآسيوية و41.57% من سكان جزر المحيط الهادئ و0.47% من الأعراق الأخرى و42.98% من عرقين مختلطين أو أكثر و11.79% من الهسبانيون أو اللاتينيون من أي عرق.
بلغ عدد الأسر 2,666 أسرة كانت نسبة 56.6% منها لديها أطفال تحت سن الثامنة عشر تعيش معهم، وبلغت نسبة الأزواج القاطنين مع بعضهم البعض 51.5% من أصل المجموع الكلي للأسر، ونسبة 24.2% من الأسر كان لديها معيلات من الإناث دون وجود شريك، بينما كانت نسبة 9.9% من الأسر لديها معيلون من الذكور دون وجود شريكة وكانت نسبة 14.4% من غير العائلات. تألفت نسبة 10.8% من أصل جميع الأسر من عدة أفراد يعيشون في نفس المنزل ونسبة 4.6% كانت تتألف من شخص يعيش بمفرده يبلغ من العمر 65 عاماً أو أكثر. وبلغ متوسط حجم الأسرة المعيشية 4.71، أما متوسط حجم العائلات فبلغ 4.95.
بلغ العمر الوسطي للسكان 29.6 عاماً. وكانت نسبة 32.1% من القاطنين تحت سن الثامنة عشر، وكانت نسبة 11.5% بين الثامنة عشر والرابعة والعشرين عاماً، ونسبة 25.2% كانت واقعةً في الفئة العمرية ما بين الخامسة والعشرين والرابعة والأربعين عاماً، ونسبة 22.4% كانت ما بين الخامسة والأربعين والرابعة والستين، ونسبة 8.8% كانت ضمن فئة الخامسة والستين عاماً فما فوق. وتوزع التركيب الجنسي للسكان بنسبة 49.2% ذكور و50.8% إناث.